# Tabanus modesta
Tabanus modesta är en tvåvingeart som först beskrevs av Krober 1931.  Tabanus modesta ingår i släktet Tabanus och familjen bromsar. Inga underarter finns listade i Catalogue of Life.